# Marie Sophie Frederikke af Hessen-Kassel
 "Dronning Marie" omdirigeres hertil. For andre dronninger med samme navn, se Dronning Marie (flertydig).
Marie Sophie Frederikke af Hessen-Kassel (født 28. oktober 1767 i Hanau, død 21. marts 1852 på Amalienborg.) var dronning af Danmark 1808-39 og af Norge 1808-14.
Hun var datter af titulær landgreve Carl af Hessen og Frederik 5.'s datter prinsesse Louise af Danmark.
Den 31. juli 1790 blev hun gift med sin fætter den danske kronprins Frederik på Gottorp Slot. P. A. Heiberg skrev Indtogsvisen i anledning af parrets indtog i København. Parret fik otte børn, hvoraf kun to døtre nåede voksenalder. Kongeparret fik ingen børnebørn. 

## Opvækst
Da faderen året efter hendes fødsel udnævntes til statholder i Slesvig og Holsten, voksede hun op på Gottorp og Louisenlund. Prinsesse Marie, der udmærkede sig ved et tiltalende ydre og et fint, vindende væsen, blev godt undervist og interesserede sig særlig for historie og dennes hjælpevidenskaber. Efter vidnesbyrd af samtidens fremragende og højtuddannede mænd udmærkede Marie sig ved en åndfuld konversation, der fremsprang af betydelige kundskaber.
Prinsessen havde en levende sans for litteratur og kunst. Hun var begejstret for Klopstocks Messiade, af hvilken hun lærte store brudstykker udenad, og forsøgte sig selv i små poesier. Fra faderen havde hun arvet tilbøjelighed til mysticisme. Det gav sig udslag i hendes tro på drømme.

## Ægteskabet
Den 31. juli 1790 blev hun i kapellet på Gottorp Slot gift med kronprinsregenten Frederik, for hvem hun nærede sand kærlighed og hengivenhed. Det unge ægtepar holdt den 14. september et glimrende indtog i København og var genstand for den varmeste hyldest såvel i bunden som i ubunden stil. 
Peter Andreas Heibergs Indtogsvise hører til de ubundne.
I ægteskabet fødtes to prinser og seks prinsesser, men kun to af dem, prinsesserne Caroline og Vilhelmine, overlevede forældrene, de øvrige døde i en spæd alder. Den store sorg bevirkede, at kronprinsessens religiøsitet, blev endnu stærkere og inderligere.

### Æresporten i Frederiksværk
Omkring år 1800 fandtes en æresport for Marie i Frederiksværk. Indskriften på den ene side var "Velkommen hjertegode Maria" og på den anden side "kom ofte igen". Æresporten skulle være opført i forbindelse med et af hendes besøg som kronprinsesse. Baggrunden for æresporten synes desuden at have været, at general Classen havde efterladt Frederiksværk til prins Carl af Hessen (det vil sige kronprinsessens fader) på vilkår af, at han årligt skulle betale en sum på 7.000 rigsdaler til Det Classenske Fideikommis.

## Dronningen
1805—09 opholdt hun sig sammen med sin ægtefælle på slottet i Kiel, og her proklameredes hun ved Frederik 6.s tronbestigelse den 13. marts 1808 som dronning af Danmark og Norge, men betrådte som sådan først hovedstadens grund den 31. oktober 1809, modtagen med begejstring af den kongetro befolkning. Dronning Marie, der i åndelig henseende var særdeles livfuld, genvandt efter den sidste barselseng ikke sin fulde legemlige kraft. Hun måtte af hensyn til sit svagelige helbred undgå enhver legemlig anstrengelse og stærkere bevægelse, hvorfor man så godt som aldrig så hende til fods. Dette gav anledning til en besynderlig myte om, at hun ved ed havde forpligtet sig til ikke at gå på dansk grund.

### Leder af gehejmestatsrådet
Efter afslutningen af Freden i Kiel 1814 indtrådte der en politisk episode i dronning Maries liv. Da Frederik VI begav sig til Wienerkongressen, overdrog han hende ved et reskript af 5. september forsædet i gehejmestatsrådet, i det hun samtidig bemyndigedes til at træffe afgørelsen i de sager, der ikke skulle tilsendes kongen. I det første statsrådsmøde, hvori hun præsiderede, oplæste hun en af hende selv på fransk affattet memoire om Danmarks politiske stilling i tidsrummet fra 1807-14. Hun søgte deri at forsvare Frederik VIs forhold til Norge og omtalte i skarpe vendinger prins Christian Frederiks optræden. Men i øvrigt gav hun prinsen flere tegn på personlig velvilje. Hun sendte således briggen Bornholm op til Norge for at hente ham ned til Danmark efter, at han havde frasagt sig den norske krone, og da han betrådte Sjællands grund, mødte han også fra hendes side flere tegn på, at hun personlig var velvillig stemt mod ham. Den 1. juni 1815 vendte kongen tilbage til København, og dronning Maries virksomhed som regentinde ophørte dermed. Den 31. juli samme år salvedes hun i forening med kongen i Frederiksborg Slotskirke af biskop Friederich Münter.

### Stille år
Derefter oprandt et langt forholdsvis stille tidsrum i dronningens tilværelse, der kun blev afbrudt, når hun ved officielle lejligheder viste sig ved kongens side. Hun syslede med genealogiske studier og udgav de værdifulde "Supplementtafeln" til Hübners Genealogische Tabellen (1822—24). Samtidigt helligede hun sig godgørende foretagender og indlagde sig navnlig fortjenester af Det Søsterlige Velgørenhedsselskab, som var oprettet i anledning af kongeparrets vielse i 1790, og hvis formål var at yde støtte til unge piger af uformuende forældre uddannelse i husflid, boglige kundskaber og sædelighed samt yde støtte til brudeudstyr samt Det Kvindelige Velgørenhedsselskab, hvis virksomhed bestod i at yde tilskud til oprettelsen af asyler. I 1838 sendte dronning Marie Sophie Frederikke således 100 rigsdaler til provst Schønning i Randers som støtte til oprettelsen af et asyl i byen. Dronningens ret tilbagetrukne tilværelse skyldtes væsentlig en svaghed i underlivet, der påbød hende den største forsigtighed i bevægelser. Hendes svagelighed bevirkede også, at hun stillede sig særdeles liberalt over for forholdet mellem kongen og Fru Dannemand.

## Enkedronningen
Den 3. december 1839 blev dronning Marie enke, og fra det tidspunkt hengled hendes liv næsten ubemærket på Frederiksberg og i Frederik 6.s Palæ på Amalienborg. Mindet om hendes afdøde ægtefælle var hende kært og helligt, og kongens forhold til Fru Dannemand ses ikke at have kastet nogen skygge ind i dronningens kærlighed til ham. 
Begivenhederne i 1848, særlig deres nationale side, synes Marie, der tilhørte den gamle tids humane tænkemåde, ikke rigtig at have forstået, men hun glædede sig dog over de danske våbens sejre. Enkedronningens tanker var lige til det sidste hos Frederik 6., hvis breve efter hendes udtrykkelige bestemmelse lagdes på hendes bryst.  
Hun døde den 21. marts 1852 på Amalienborg.

## Børn
| Navn                       | Født                       | Død                        | Bemærkninger |
| Med Frederik 6. af Danmark | Med Frederik 6. af Danmark | Med Frederik 6. af Danmark | Med Frederik 6. af Danmark                                                                                               |
| -------------------------- | -------------------------- | -------------------------- | --- |
| Christian                  | 22. september 1791         | 23. september 1791         | |
| Marie Louise               | 19. november 1792          | 12. oktober 1793           | |
| Caroline                   | 28. oktober 1793           | 31. marts 1881             | Gift i 1829 med Prins Ferdinand af Danmark, fra 1848 arveprins                                                           |
| Louise                     | 21. august 1795            | 7. december 1795           | |
| Christian                  | 1. september 1797          | 5. september 1797          | |
| Juliane Louise             | 12. februar 1802           | 23. februar 1802           | |
| Frederikke Marie           | 3. juni 1805               | 14. juli 1805              | |
| Vilhelmine                 | 18. januar 1808            | 30. maj 1891               | Gift 1. gang 1828 med prins Frederik af Danmark (den senere Frederik 7.) Gift 2. gang 1838 med hertug Carl af Glücksborg |

## Galleri
- Dronning Marie Sophie Frederikke; malet af Jens Juel, ca. 1790.
- Dronning Marie Sophie Frederikke; malet af C.W. Eckersberg.
- Marie Sophie Frederikkes kiste i Roskilde Domkirke. 
For enden af kisten står:
Dine Bønner og dine Almisser
ere stegne
op for Gud og ihukommede.[10]

## Fodnoter
1. ↑  Under enevælden (1660–1848) blev de danske konger formelt ikke kronede, men blot salvede af kirken, da de som arvekonger blev anset for at have fået deres magt fra Gud, og intet menneske derfor havde ret til at sætte kronen på deres hoveder. I daglig tale blev denne ceremoni dog også i samtiden omtalt som kroning.[1]